# 桥头乡 (于都县)
桥头乡，是中华人民共和国江西省赣州市于都县下辖的一个乡镇级行政单位。

## 行政区划
桥头乡下辖以下地区：
桥头村、水背村、朱屋村、江背村、东山村、固石村和历迳村。